# Membra Jesu nostri

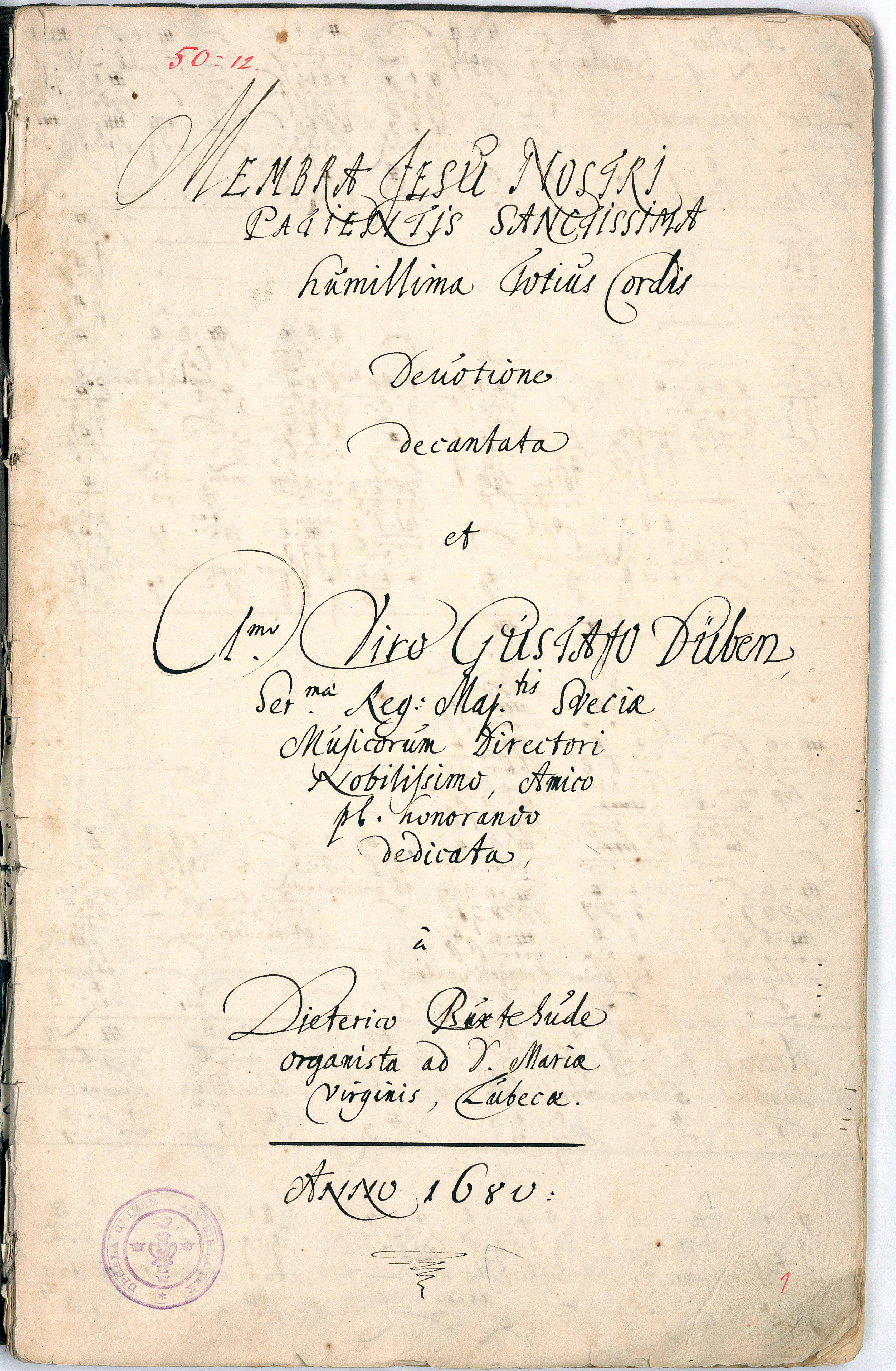
La page de titre du seul manuscrit autographe conservé de Membra Jesu nostri.

Membra Jesu nostri (titre complet Membra Jesu nostri patientis sanctissima humissima totius cordis devotione decantata, en français « les membres de notre Jésus »), BuxWV 75, est un cycle de sept cantates composées par Dietrich Buxtehude, sur des poésies spirituelles du Moyen Âge, déplorant l'une après l'autre les plaies du Christ.

## Source
Le seul manuscrit autographe conservé, noté en tablature, était destiné à son ami Gustav Düben, ce qui n'indique pas qu'il était dédicataire de l'œuvre même. Düben en fit une copie en notation traditionnelle. Ces deux sources sont conservées au sein de la collection Düben de la bibliothèque d'Uppsala

## Inspiration
Les sept cantates déplorent chacune l'une des plaies du Christ, dont le chiffre est symboliquement porté de cinq à sept. Les textes sont inspirés par un recueil médiéval de poésie spirituelle, la Rhythmica Oratio, alors attribuée à Bernard de Clairvaux, et en réalité due à un moine cistercien du XIIIe siècle, Arnolphe de Louvain,  abbé de Villers-en-Brabant. Les textes des deux blessures « ajoutées » par Buxtehude sont, pour Ad latus, un autre poème attribué à saint Bernard, et pour Ad faciem, l'œuvre du prémontré Hermann Joseph von Steinfeld. L'église luthérienne allemande apprécie en effet ces textes empreints de mysticisme, que celui-ci soit cistercien ou rhénan. Buxtehude n'en conserve que des extraits, et les introduit à chaque fois par une citation biblique faisant référence à la partie du corps concernée.

## Les sept cantates
Les sept cantates de Membra Jesu nostri, dont on ne connaît pas la destination exacte, sont toutes divisées en six sections : une introduction instrumentale, puis un concert vocal pour cinq voix (trois seulement dans la cinquième et la sixième cantate), puis trois arias pour une ou trois voix, et pour finir la reprise du concert vocal. Seule la cantate finale, Ad faciem, dévie de ce modèle puisqu'elle s'achève, non par la reprise du concert, mais par un Amen final. Les concerts vocaux réunissent les solistes, rien n'indique que Buxtehude envisageât de recourir à des chœurs plus étoffés.
La structure d'ensemble est dictée par le texte : le mètre de la Rhythmica Oratio influe en effet sur les motifs rythmiques utilisés par Buxtehude.

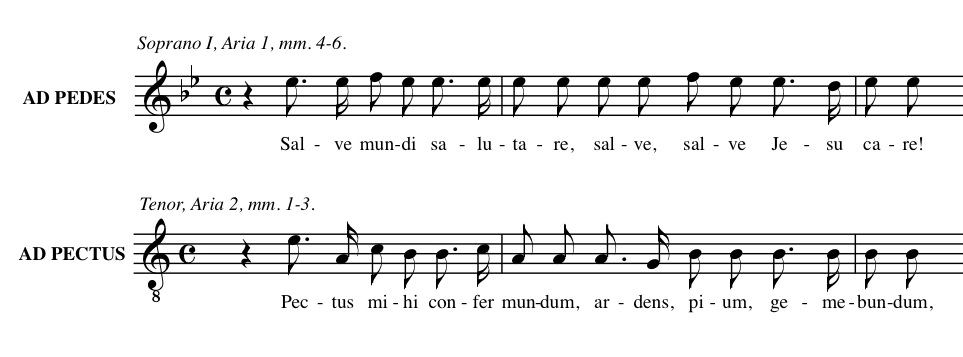
Traduction musicale de la scansion rythmique.

Exemples (les syllabes accentuées sont en caractères gras) :
I. Ad pedes:
Sal-ve mun-di sa-lu-ta-re
II. Ad genua:
Quid sum ti-bi re-spon-su-rus
III. Ad manus:
In cru-o-re tu-o lo-tum
V. Ad pectus:
Pec-tus mi-hi con-fer mun-dum
Les effectifs requis sont faibles : cinq voix (SSATB), trois instruments (deux dessus et une basse), et l'orgue du continuo. La septième cantate (Ad faciem) précise ces instruments : deux violons et un violone, sans doute également adaptés aux autres cantates, hormis la sixième (Ad cor) pour laquelle le compositeur indique cinq violes de gambe.

### I.Ad pedes
(Aux pieds)
1. Sonata (introduction instrumentale : deux violons, viole de gambe et continuo)
2. Concerto (SSATB)
| Ecce super montes pedes evangelizantis et annunciantis pacem |  |  | Voici sur les montagnes les pieds du messager qui annonce la paix (Nahum 1:15) |

3. Aria (SSATB)
| Salve mundi salutare, salve Jesu care! Cruci tuae me aptare vellem vere, tu scis quare, da mihi tui copiam |  |  | Je te salue, sauveur du monde, Je te salue, cher Jésus, M'attacher à ta croix C'est ce que je voudrais, tu sais pourquoi, Donne moi ta splendeur |

4. Aria (S)
| Clavos pedum, plagas duras, et tam graves impressuras circumplector cum affectu, tuo pavens in aspectu, tuorum memor vulnerum |  |  | Les clous de tes pieds, les plaies dures, et les marques si profondes, je les couvre avec tendresse, craignant ta vue, me souvenant de tes blessures. |

5. Aria (B)

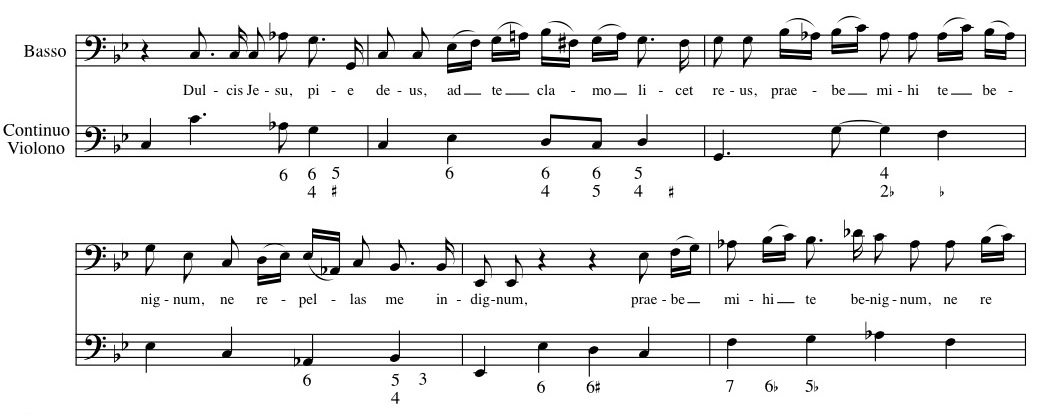
Extrait de la première cantate, Ad pedes

| Dulcis Jesu, pie Deus, Ad te clamo licet reus, praebe mihi te benignum, ne repellas me indignum de tuis sanctis pedibus |  |  | Doux Jésus, Dieu pieux, Je te crie, comme il est permis à ton débiteur, Sois bienveillant à mon endroit, Ne me repousse pas, indigne De tes pieds saints. |

6. Concerto (da capo: Ecce super montes)

### II.Ad genua
(Aux genoux)
1. Sonata
2. Concerto (SSATB)
| Ad ubera portabimini, et super genua blandicentur vobis | Vous serez allaités et portés, Et caressés sur les genoux (Isaïe 66:12) |

| 3. Aria (T) Salve Jesu, rex sanctorum, spes votiva peccatorum, crucis ligno tanquam reus, pendens homo verus Deus, caducis nutans genibus | Je te salue Jésus, roi des saints, Espoir invoqué par les pécheurs, Au bois de la croix, tel un coupable, est suspendu l'homme, en vérité dieu, vacillant sur ses genoux fragiles |

| 4. Aria (A) Quid sum tibi responsurus, actu vilis corde durus? Quid rependam amatori, qui elegit pro me mori, ne dupla morte morerer | Que te répondre ? Je suis vil dans mes actes et dur de cœur. Que rendrai-je à celui qui m'aime, Qui a choisi de mourir pour moi, Afin que je ne meure d'une double mort ? |

| 5. Aria (SSB) Ut te quaeram mente pura, sit haec mea prima cura, non est labor et gravabor, sed sanabor et mundabor, cum te complexus fuero | Te chercher l'âme pure, Que mon premier souci soit là, Ce n'est pas un labeur ni une peine, Mais je serai soigné et purifié, Quand je t'aurai embrassé. |

6. Concerto (da capo: Ad ubera portabimini)

### III.Ad manus
(Aux mains)
1. Sonata
2. Concerto (SSATB)
| Quid sunt plagae istae in medio manuum tuarum? | Quelles sont ces plaies au milieu de tes mains ? (Zacharie 13:6) |

| 3. Aria (S) Salve Jesu, pastor bone, fatigatus in agone, qui per lignum es distractus et ad lignum es compactus expansis sanctis manibus | Je te salue, Jésus, bon pasteur, Fatigué par la lutte, Déchiré sur le bois Et assemblé à lui Tes saintes mains tendues |

| 4. Aria (S) Manus sanctae, vos amplector, et gemendo condelector, grates ago plagis tantis, clavis duris guttis sanctis dans lacrymas cum osculis | Saintes mains, je vous embrasse, Et je me délecte en gémissant, Je rends grâce pour tant de plaies, Pour les clous durs, pour les gouttes saintes, Et je les embrasse en pleurant. |

| 5. Aria (ATB) In cruore tuo lotum me commendo tibi totum, tuae sanctae manus istae me defendant, Jesu Christe, extremis in periculis | Lavé dans ton sang Je me donne tout à toi, Que tes saintes mains Me défendent, Jésus Christ, Dans les périls suprêmes. |

6. Concerto (da capo: Quid sunt plagae istae)

### IV.Ad latus
(Au flanc)
1. Sonata
2. Concerto (SSATB)
| Surge, amica mea, speciosa mea, et veni, columba mea in foraminibus petrae, in caverna maceriae | Lève toi, mon amie, Ma belle, et viens, Ma colombe qui te tiens dans les fentes du rocher, Dans les parois escarpées (Cantique des cantiques 2:13-14) |  |

| 3. Aria (S) Salve latus salvatoris, in quo latet mel dulcoris, in quo patet vis amoris, ex quo scatet fons cruoris, qui corda lavat sordida | Je te salue, flanc du sauveur, En lequel repose le miel de douceur, En lequel paraît la force de l'amour, Duquel s'échappe une source sanglante, Qui lave les cœurs souillés |

| 4. Aria (ATB) Ecce tibi appropinquo, parce, Jesu, si delinquo, verecunda quidem fronte, ad te tamen veni sponte scrutari tua vulnera | Voici que je m'approche de toi, Épargne-moi, Jésus, si j'échoue, La honte au front, Je suis pourtant venu de moi-même à toi Pour étudier tes blessures. |

| 5. Aria (S) Hora mortis meus flatus intret Jesu, tuum latus, hinc expirans in te vadat, ne hunc leo trux invadat, sed apud te permaneat | À l'heure de la mort que mon souffle Entre, Jésus, en ton flanc, Et y expire, Afin que le lion féroce ne l'attaque pas, Mais qu'il demeure près de toi. |

6. Concerto (da capo: Surge amica mea)

### V.Ad pectus
(À la poitrine)
1. Sonata
2. Concerto a 3 voci (à 3 voix : ATB)
| Sicut modo geniti infantes rationabiles, et sine dolo [lac] concupiscite, ut in eo crescatis in salutem. Si tamen gustatis, quoniam dulcis est Dominus. | Comme des nouveau-nés raisonnables, Désirez un lait pur, Afin de grandir par lui dans le salut, Ainsi vous aurez goûté comme le Seigneur est doux (1 Pierre 2:2-3) |

| 3. Aria (A) Salve, salus mea, Deus, Jesu dulcis, amor meus, salve, pectus reverendum, cum tremore contingendum, amoris domicilium | Je te salue, Dieu, mon salut, Doux Jésus, mon amour, Je te salue, poitrine qu'il faut révérer, Qu'il faut toucher en tremblant, Demeure de l'amour |

| 4. Aria (T) Pectus mihi confer mundum, ardens, pium, gemebundum, voluntatem abnegatam, tibi semper conformatam, juncta virtutum copia | Donne-moi une poitrine épurée, Ardente, pieuse, soupirante, Donne-moi la volonté qui se dérobe, Toujours conforme à toi, Jointe à la richesse des vertus |

| 5. Aria (B) Ave, verum templum Dei, precor miserere mei, tu totius arca boni, fac electis me apponi, vas dives Deus omnium | Salut, vrai temple de Dieu, Je te prie de me prendre en pitié, Toi l'arche de tout bien, Fais que je sois placé parmi les élus, Vase divin, Dieu de tous |

6. Concerto a 3 voci (da capo: Sicut modo geniti)

### VI.Ad cor
(Au cœur)
1. Sonata
2. Concerto a 3 voci (SSB)
| Vulnerasti cor meum, soror mea, sponsa. | Tu as blessé mon cœur, ma sœur, mon épouse (Cantique des cantiques 4:9) |

| 3. Aria (S) Summi regis cor, aveto, te saluto corde laeto, te complecti me delectat et hoc meum cor affectat, ut ad te loquar, animes | Cœur du roi suprême, salut à toi, Je te salue le cœur léger, Je me délecte de t'embrasser Et cela affecte mon cœur, Inspire-le à te parler |

| 4. Aria (S) Per medullam cordis mei, peccatoris atque rei, tuus amor transferatur, quo cor tuum rapiatur languens amoris vulnere | Par le milieu de mon cœur De fautif et de pécheur, Que passe ton amour, Qui ravit ton cœur, Languissant des blessures de l'amour |

| 5. Aria (B) Viva cordis voce clamo, dulce cor, te namque amo, ad cor meum inclinare, ut se possit applicare devoto tibi pectore | J'appelle de la voix vive de mon cœur, Doux cœur, et parce que je t'aime Incline vers mon cœur, Afin qu'il puisse s'appliquer Avec dévotion à ta poitrine. |

| 6. Concerto a 3 voci (da capo : Vulnerasti cor meum) |

### VII.Ad faciem
(Au visage)
1. Sonata
2. Concerto (SSATB)
| Illustra faciem tuam super servum tuum, salvum me fac in misericordia tua | Que ton visage brille sur ton serviteur, Sauve-moi dans ta miséricorde (Psaume 31:16) |

| 3. Aria (ATB) Salve, caput cruentatum, totum spinis coronatum, conquassatum, vulneratum, arundine verberatum facie sputis illita | Je te salue, tête ensanglantée, Toute couronnée d'épines, Brisée, blessée, Frappée du roseau, Visage souillé de crachats |

| 4. Aria (A) Dum me mori est necesse, noli mihi tunc deesse, in tremenda mortis hora veni, Jesu, absque mora, tuere me et libera | Comme je dois mourir, Ne me fais pas défaut alors, Dans l'heure terrible de la mort, Viens, Jésus, sans délai, Me protéger et me libérer |

| 5. Aria (SSATB) Cum me jubes emigrare, Jesu care, tunc appare, o amator amplectende, temet ipsum tunc ostende in cruce salutifera. | Quand tu m'ordonneras de quitter ce monde, Cher Jésus, alors apparais-moi, Oh ami qu'il faut embrasser, Alors montre-toi Sur la croix qui dispense le salut. |

6. Concerto (SSATB)
Amen

### Discographie
- Knabenchor Hannover, Amsterdam Baroque Orchestra, Ton Koopman (1988, Erato (ECD 75378, rééd. 0630-17760-2, 2292-45295-2)
- Concerto Vocale, René Jacobs (1990, Harmonia Mundi HMA 1951333)
- Monteverdi Choir, English Baroque Soloists, Fretwork, John Eliot Gardiner (1996, Archiv Produktion (447 298-2)
- Chœur de la radio suisse italienne, Sonatori de la Goiosa Marca, Accademia strumentale italiana (Vérone), Diego Fasolis (1997, Naxos 8.553787)[3]
- Bach Collegium Japan, Masaaki Suzuki (1998, BIS CD-871)
- Currende, Erik van Nevel (1998, Eufoda 1294)
- Ensemble Sagittarius, Michel Laplénie (2001, Ligia Digital)
- The Sixteen, Harry Christophers (2002, Linn (CKD 141)
- Cantus Cölln, Konrad Junghänel (2005, Harmonia Mundi HMC 901912)[4]
- The Netherlands Bach Society, Jos van Veldhoven (2005, SACD Channel Classics CCS SA 24006)[5]
- Choir of Magdalen College, Oxford, Phantasm, Daniel Hyde (2014, Opus Arte OA CD9023D)[6]
- Ricercar Consort, Philippe Pierlot (2019, Mirare MIR444)